# ラーメンズ
ラーメンズは、小林賢太郎と片桐仁によるコントグループ。多摩美術大学の同級生により在学中に結成され、「アート系」、「知的」、「演劇的」、「不条理」と形容されるコントで劇場を中心に活動した。2020年に小林賢太郎が芸能活動を引退し活動を終了した。

## メンバー
小林 賢太郎（こばやし けんたろう、1973年4月17日 - ）（52歳）
身長182 cm。劇作家、演出家。パフォーマーとしても活動していた。ラーメンズのコント脚本と演出は全て小林が制作し、活動初期には衣装・宣伝美術も担当していた。片桐はインタビューで、小林はラーメンズのプロデューサーの側面もあると答えている。
片桐 仁（かたぎり じん、1973年11月27日 - ）（51歳）
身長176 cm。俳優、彫刻家としても活動している。瞬発的な変顔や特徴的な声が印象的でキャラクター性の強さについて評価されており、小林はラーメンズの看板、アイドルと表現している。小林は計算された脚本を作る自らを仕掛けを使う手品師に喩える一方、脚本の想定以上の面白さを表現する片桐を魔法使いに喩えている。

## 歴史

### 出会い
二人は多摩美術大学の版画科の同級生であり、小林賢太郎は木版画専攻、片桐仁はリトグラフを専攻していた。
小林は中学校の演劇大会で製作を担当し魅力にハマると、高校時代には演劇部に所属し芝居の前座でコントをしていた。大学でもお笑いがやりたかった小林はお笑いについて友人に積極的に話しかけ、録画したお笑い番組を見せていく中で笑いのツボが一致したのが片桐だった。片桐は元々演じることに興味はあったが、高校時代には勇気が出ずに演劇部に所属することはなかった。当初お笑いに興味はなかったが、大学デビューで目立ちたかった片桐に「お笑いをやればモテる」という小林の言葉が刺さり、誘われる内にのめり込んでいった。また両者ともに、絵が上手い学生ばかりという美大の環境で挫折を味わい、お笑いを自分たちの新しい表現手段として考えるようになっていった。
片桐は大学デビューに必死で、小林の目から見ても周りで一番面白い人間に写っていた。引け目からキャラが強くクラスの人気者である片桐を誘えずにいた小林だったが、別の相方を探している内に自分にないものを持っている片桐が適任だという思いが強くなり、大学3年時にコンビ結成となった。在学時の多摩美術大学にはお笑いサークルが存在せず、活動を停止していた落語研究会を復活させる形で落語をしない「オチケン」というサークルを自分たちで作っている。
1990年中頃に田辺エージェンシー主催の大学対抗のお笑い選手権が開催されており、4年次の第2回大会に出場を希望したが既に参加が締め切られていた。担当者に審査対象外としてネタを見てもらったところ、冗談リーグという若手ライブに出演することになった。その後田辺エージェンシーに所属することになり第3回大会に出場しているが、関東大会のベスト8で敗退している。

### コンビ名
コンビ名は大学対抗戦に出場するためにとりあえずつけたもので、ある日小林がラーメン屋から電話をかけてきて「ラーメンズはどう？」と提案したことで決定した。由来は後付けの適当なものであり、ファンからドイツ語のラーメンから来ているのではという質問に嘘で肯定することもあったほか、ラーメンの仕事が来るかもしれないという安易な理由もあった。コンビとしての活動が定まるまでは頻繁にコンビ名を変えていて、一番最初に付けたコンビ名は大学の同級生であるニイルセンに便乗した「ニイルセンズ」というものであった。

### 活動初期
活動初期は片桐がボケで小林がツッコミを担当する漫才スタイルで、差別ネタや下ネタも扱っていた。
売れない時期はライブでもウケず、コンビ仲が悪い期間もあった。1997年末のバナナマンとの出会いを通して、裏をかくような笑い場所や演技の巧みさに刺激を受けて、ラーメンズをもう少し頑張ってみようという気持ちになった。
オークラによると、漫才もやっていたスタイルが確立される前のラーメンズは印象が薄かったが、1998年3月のライブでスタイルを見つけたラーメンズの変貌ぶりにオークラは驚いており、「できるかな」のパロディコントについてバナナマンを初めて見た時の衝撃と同等に語っている。スタイルがコントになると「日本語学校」のネタなどでオーディションにも受かるようになっていき、ライブシーンでシュールなお笑いが流行すると赤坂お笑いD・O・J・Oで頭角を現し、毎月の事務所ライブでも目当ての観客で満員になっていった。
1998年6月末に第1回の単独公演「箱式」が行われた。シアターDの支配人であった矢野Jr.より片桐へ単独公演の打診があり、小林も前向きな姿勢を見せていたため開催はすぐに決まった。小林は既に出来上がった10本のネタでライブに臨もうとしていたが、「単独公演用の新ネタを作るべき」という設楽統のアドバイスから全て新ネタで構成された。1998年11月末に行われた第2回公演の「箱式第二集」では、第1回公演でウケが悪かったブラックな笑いの方向性を変え、客演の参加やSEを用いたコントもあった。
第3回公演の「箱よさらば」の頃には衣装替えなし、セットなしのスタイルの礎が固まっていき、他の芸人には見られないラーメンズ独特の世界観が確立されていった。公演タイトルの箱はシアターDのことであり、当初から3回で終わりにする予定だったので「さらば」と冠して行われた。しかし、公演を終えると物足りない感情があり、第4回公演でモヤモヤを解消するため「完全立方体」という公演名が付けられた。第4回公演は2時間で計12本のコントを演じるオムニバスのような展開で、シアターDでの公演に満足した小林は翌日から新しいネタの執筆に取り掛かっている。
ラーメンズにとって1999年の爆笑オンエアバトルへの参加が転機となった。ポイント上位の5組が放送されるオンエアバトルにおいて、7週の内６週で勝ち抜き毎月のようにテレビで露出すると、他事務所ライブや学園祭に呼ばれるようになり公演のチケットが売れるようになった。第1回公演、第2回公演は知り合いへの手売りをしていなかったため、収容人数が100人のシアターDで3回公演合わせて200人程の動員だった。オンエアバトル出演後の第3回公演は、チケットを求める客が行列になり立ち見客がでるほどになっていた。

### 2000年
2000年には舞台にこだわり3ヶ月に1回というハイペースで単独公演を敢行している。第5回公演の「home」では300人規模の会場が埋まるか心配もあったが、 初めてチケットが即完売する売れ行きで全体で1500人の動員となった。また、劇場が大きくなったことで、小さい表情の演技の修正や声の出し方の工夫がとられた。
2000年5月の第6回公演「FLAT」でもチケットはプレミアで即日完売し、追加公演も行われた。小林が「重くて硬いものだった」と表現する「home」とは違い、肩の力を抜いてテーマを設定せず、パントマイムを多用するなど手数の多さを披露している。また、ラーメンズにとって初めてビデオ化された公演となった。
2000年8月に行われた初の全国ツアー公演である第7回公演「news」では、札幌、福岡、埼玉、大阪、東京の5都市を訪れた。地方で初めて観劇する人向けに、序盤に知名度のある「読書対決」のネタを採用している。公演名は全国ツアーで東西南北を回ることから、それぞれの英単語の頭文字を取ったものである。また、ポスターデザインの公演名に鳥が止まっていること、イメージカラーが青ということから、青い鳥になって幸せを各地に運ぼうという裏テーマがあった。売れる前のラーメンズは三軒茶屋のシアタートラムでいつかやろうと意気込んでいたが、「news」の頃には立ち見不可のため入れない客もいるほどの人気になっていた。

### 2001年
前年の三作がアルファベット4文字だったので、2001年の三部作の公演タイトルは初期の「箱式」のような日本語に戻してみようと思い、インパクトのある漢字一文字で統一され、2音目に濁音が入ることが共通している。また、椿、鯨、雀の共通点として日本的ということもあり、幕間の音楽に和風の音源を使用した。
第8回公演「椿」のテーマは潔さで、椿の花が落ちる儚さから感じるエロスも表現しようとしており、第9回公演「鯨」では一見強そうに見えるがどこか守りたくなる鯨の二面性を裏テーマにした。ライターの石田伸也は「鯨」について評価が分かれる公演になったのは、会場が500人規模になり観客に伝わりづらくなったからではないかと理由を指摘している。いつものラーメンズとは違ったとアンケートに書いた観客もいたが、森山裕之は公演時点で最高傑作だと表した。
「鯨」では観客動員が7500人にまで増加し、公演はビデオ化するのが当たり前になり販売チャートでも上位にランクインしていた。2001年の7月には5年半続けていたバイトも退職し、ラーメンズの仕事だけで生活できるようになっている。一方この頃のラーメンズは連載の仕事が増え始め、単独公演や特別公演の合間にユニットコントに参加する多忙ぶりで、「椿」のチラシの挨拶では「心身共に疲れた状態でネタを書き始めた」と小林自ら明かしており、オークラにも顔色が悪かったと心配されていた。
2001年8月から9月にかけて行われた「零の箱式〜ヨリヌキ初期作品集〜」では、第1回から4回までのコント集の中から厳選した作品が演じられた。開催にあたって初期の作品を映像化したいポニーキャニオンからの依頼があり、著作権的に問題がある作品を除いて「現代片桐概論」、「たかしと父さん」、出世作である「日本語学校」などが選出された。

### 2002年 - 2004年
プロデュース公演などラーメンズとは別の活動を経て7ヶ月ぶりとなった第12回公演の「ATOM」は、改めてラーメンズと向き合ったものとなった。初めて300人規模で公演を行ったシアターサンモールを劇場に選び、その時の公演がhomeとアルファベット4文字だったこと、初心に戻るのだからAから始まる単語を探し公演名はATOMに決まった。単語には「これ以上分割できない最小単位」という意味があり、小林の目指す無駄が削ぎ落とされた二人の会話劇に一致するところもあった。
第12回公演からわずか2ヶ月の間隔で行われた第13回公演「CLASSIC」は、観劇したライターがお祭り騒ぎのようなライブと評するものであった。小林が元々語感が好みだったCLASSICという単語を辞書で引くと、典型や定番といった意味があることを発見し、「脱典型を目指すラーメンズの典型を出す」という公演テーマが決定した。前公演の「ATOM」がメッセージ性が強かったため、中身が何も無いような作品作りを目指した。マジックとガンダムのオタクのコントはそれぞれの趣味が反映されており、ガンダム用語については片桐自身が用意した知識が用いられている。
「過去、最バカ」という製作メモがあった「CLASSIC」を経て、第14回公演「STUDY」では小林本人も不親切な作品だと認めるATOMのような思考するコントに再び挑戦している。ラーメンズの認知度が無かった頃は3部作でテーマを合わせていたが、この頃になると一つ一つの公演を特別なものにしようとして統一感が無くなっている。

### 2005年 - 2007年
1年ぶりの本公演で結成10年目の全国ツアーとなった第15回公演「ALICE」は、11都市63ステージのチケットが即完売した。初見の観客向けにあえて敷居を下げたコントも採用され、「バニー部」はキャラクター性が強く台本がほとんど無いようなものであった
。
2007年の第16回公演「TEXT」では、小林自身がロジカル、方程式と表現するコントが実際に観客に受け入れられるかが不安で、初日はまるで答え合わせのような心持ちであった。「TEXT」というタイトルが先に決まっていたが、当初言葉にこだわった公演になる予定はなかった。タイトルに引き寄せられるように普段バカにされがちな駄洒落でスゴいコントを作りたいという思いが芽生え、1本目の50音ポスターのネタでは実際にポスターを購入し、2本目の同音異義語のネタでは調査に時間をかけネタを作っていった。結成当時から思い描いていた削ぎ落したスタイルに試行錯誤の末にたどり着き、小林は「ラーメンズ」というものを提示できた自負があった。小林はソロ活動やユニット公演を経て手数や武器が増えたと感じており、2時間でコントが6本とひとつひとつが長いコントを成立させ、取材を担当した石本真樹は「見事な言葉遊びの連続」と評した。
演劇ぶっくが開催する読者投票による2007年のランキングでは、作品部門の5位にTEXTがランクインしている。投票理由について日本語表現の巧みさに驚いた声や、作り込まれた台本を評価する声があった。個人でも俳優部門で小林が1位、4位に片桐がランクインしており、小林の脚本、片桐のキャラクターパワーに称賛が集まっている。

### 2009年 - 2020年
第17回公演「TOWER」は「TEXT」から2年という間隔が空いていることもあり、開演時には私語がピタッと止まるほど、客席の緊張感がすごかったと片桐は振り返っている。小林としてはラーメンズ以外の作品を作り続けていたので、2年も時間が空いた感覚がなかった。「TOWER」という公演名には、お笑いとしても演劇としてもあらゆる角度から成立し、なおかつ大きなものを作りたいという思いが込められている。
冒頭のコントは1分間直立不動し「二人がラーメンズ」と言わんばかりのもので、あやとりを用いたコントではあえて面白い瞬間を見せないという手法もとった。「名は体を表す」はコントでありながら一つの話題について話し合い続け、「透明人間」と同様の漫才としても成立する構成となっている。日毎に改善点を話し合いまるで育っていく公演のようで、小林はラーメンズの全17公演で一番好きかもしれないとインタビューで答えている。
小林は「TOWER」公演から1年後のインタビューで、「観客の知識や期待のハードルが上がっており、ラーメンズは来るべき位置に来ている。」と答えている
。7年間ラーメンズとしての活動が無い間、片桐はエレキコミックとのユニット・エレ片の活動や俳優としてドラマや舞台に出演しており、小林は個人活動に力を入れ、プロデュース公演や自身の名を冠したNHKのコント番組・小林賢太郎テレビを継続し、ソロ公演であるPOTSUNENでは海外公演も実施した。
2016年の小林賢太郎テレビ8において2009年以来7年ぶりに二人の共演が実現すると、2016年7月27日より行われた小林演出のコント公演「カジャラ」にも片桐が出演したことで、舞台上での共演も果たした。TOWER以降公演が行われなかった理由は明らかになっておらず、小林賢太郎テレビ8のプロデューサー・小澤寛は、それぞれの活動に集中した結果たまたま間隔が空いてしまったのではないかと推測している。
片桐は解散を否定しラーメンズのライブ活動について意欲を示していたが、小林はテレビで活動する普通のお笑いコンビと違うことや、脚本・演出家と主演俳優のような関係になっていることを挙げ、TOWER以前の公演でも間隔が2年以上空いたことがあるので特別なことではないと強調した。
2017年1月1日、ソフト化されていたコント100本がYouTube上で公開された。関係者の同意のもとに行われており、広告収入は日本赤十字社を通して災害支援に使われることが報告されている。2017年10月17日、小林は自身が設立したスタジオコンテナに所属を移しており、片桐と事務所が分かれることになった。
2020年12月1日、11月16日をもって小林賢太郎が芸能活動を引退したことが発表された。理由の一つに足を悪くしたことでパフォーマンスに影響が出ていることを挙げており、4〜5年前から考慮してのことだった。活動初期から交流があったおぎやはぎやエレキコミックはラジオでニュースに触れながら思い出を話し、鬼龍院翔、梶裕貴、RAM RIDERらもTwitterでコメントを寄せた。

## 芸風

### ネタ作り
小林のネタ書きは1日3時間ほどで、細かい部分は立ち稽古で擦り合わせていた。まず人間同士の関係を考えており、その関係にどんなキャラクターを当てはめたら面白いかアイディアを出している。小林のネタ作成のマニュアルのひとつに「舞台が立体である」という考えがあり、机上で会話劇を作っていると横関係になりがちだが、一度できたコントを視点を変えて修正を行っている。
小林から見ると片桐は台詞覚えが得意であるが、他方で台本がないと上手くパフォーマンスが発揮できず、そんな片桐を活かすため作りこまれたコントのスタイルが確立した。一方、片桐の瞬発的な変顔や声が武器であることから、あえて台本でも「変な動き」と抽象的に書くこともある。また、片桐は漫画のキャラクターのような存在感を持っており、言いづらい台詞を嫌な感じにさせない演技ができることから、片桐のセリフ部分に担当させることがある。
作品であると同時に商品だという意識を持っており、最初期を除いて体型やダメな部分を笑い人が傷つくような表現を避けている。男同士の会話劇なので下ネタが出ることもあるが、親子連れで見に来ている観客を想定すると下ネタはやり辛く、ディズニーランドのような嘘で構成したい思いを持っていた。また、時事ネタは作品の寿命が縮まるため基本的に取り入れていない。定番化したギャグも、初見と常連の観客の間で予備知識の差で感じ方が変わってしまうため採用していない。
ラーメンズの作品に歌ネタが多い理由について、劇中の二人が揃って歌うのはリアルではないが、練習をしていた突飛な事実を仄めかせることができるので、ラーメンズが表現している「非日常の中の日常」を生きている人物の世界観を出すのに便利な道具として歌ネタを用いている。

### 舞台構成
まず、身体だけで作り出せる笑いを追求しようと、シンプルな舞台美術や衣装からスタートしている。第3回公演になると、舞台上は背景に無地の布が張られ、小道具も箱だけの最小限の要素だけで構成された。舞台や衣装に目立つ部分があると脚本が弱くても成立してしまうという、小林の自分自身の追い詰めかたが表れている。また、無地の衣装を纏うと匿名性が高くなることによって、観客それぞれにとって身近な生活のリアリティを想像させるのを狙っている。小林にとって箱は中身が見えないものの象徴であり、Tシャツやポスターに使われるキャッチコピーのTHE BOX FILLED WITH LAUGH.は、文法的には正しくないが「箱は笑いで埋め尽くされた」を意味している。

### お笑いと演劇の間
小林はラーメンズを「笑いの要素の強い演劇的パフォーマンス」と称し、あえて「お笑い」という枠に自分達を嵌め込まなかった。ボケとツッコミがあるという固定観念から外れて、笑わせるためにはどのような方法があるだろうか考え、ゼロからラーメンズのスタイルを作っていった。一人が全く喋らないコントなどで新しいお笑いと言われたこともあるが、「他の人はどうしてここに手をつけてないんだろう？」と本人たちは普通にやっているつもりで、自分達が作ったルールの中で1番になれると思っていた。
片桐はラーメンズ以外の芝居にも参加する中で求められるものがストーリーだと感じ、翻ってラーメンズに求められるものはやっぱりお笑いなのではないかと感じていた。それを受けて小林は、それは目的の話であり、一般的なお笑いのイメージにはやっぱりラーメンズはいないんじゃないかと返答している。

## 作品構造
一般的なコントは冒頭に状況説明や登場人物の紹介があるが、省略しているラーメンズのコントを岡崎太威は「いきなりサビが始まるかのよう」と表現している。インタビューで小林は「ジグソーパズルが最後に嵌まる気持ちよさを味わってほしい」と答えており、物語の全容が見えてこない構成も意図したものである。小林は、人物がいて関係性があり、キャラクターが会話すれば自然に発生するラーメンズの笑いの作用を、科学より数学や物理に近いとし、100を越えるラーメンズのコントのなかで、20本は他者が演じても面白く成立するマスターピースになったと自信を持っている。

### 現代片桐概論
「現代片桐概論」は、架空の生物である「カタギリ」の教材用模型に扮した片桐が、直立不動で黙ったまま進んでいくコントである。架空の生物学を真面目に講義する教員役の小林が、あるあるネタのように所作や話し方をリアルに演じる落差がコントの魅力になっている。元々はシアターDのオールスターライブ用に作られたネタで、片桐のパフォーマンスに納得していなかった小林の「じゃあ何もさせなければいいじゃないか」という思惑が反映されている。
井山弘幸が大学の講義で片桐概論を扱った際、実際にカタギリという生物が存在すると勘違いしてしまった学生がいた。そのことから、架空の生物について書かれたとネタ晴らしをせず、学術書の体裁を崩さない鼻行類との類似点を指摘している。

### 読書対決
「読書対決」はそれぞれが朗読する本の面白さを競っているが、いつの間にか本の内容から逸脱しエスカレートしていくというネタである。「ロミオとジュリエット」と「鼻」の対決では、「あなたはどうしてロミオなの？」という有名なセリフに「ああ鼻、どうして前についているの？」と返し、最後は「ミミオとハナエット」ともじり耳鼻科の由来だと勝ち誇る、シュールな性質が強いオチとなっている。

### 日本語学校
「日本語学校」は、とある語学学校の教師役の小林のセリフを生徒役の片桐が復唱するコントで、フランス編やイタリア編などシリーズ化されている。
アフリカ人がでたらめな日本語を学ぶニュースを見たことに加え、小林がヤン・シュヴァンクマイエルに会いにチェコを訪れた際に、電車内で外国人が「日本語」という本を持ち「コレハリンゴデスカ」と練習していた光景から着想を得ている。
歴史上の単語が語感が似たものに置き換わっていく言葉遊びのような「日本語学校アメリカン」から、普通の会話をいかにも意味ありげに朗読することによって、不穏な空気を演出しているフランス編とシリーズの中でも幅がある。イタリア編では都道府県名をイタリア語風に読み上げたり、組み合わせて奇妙な言葉を生み出しており、アスキーアートキャラを用いた動画化によって人気コンテンツになっていた。
インディーズで発売された「日本語学校」のCDはプレミアがつくほどの貴重さで、新しいバージョンを追加し「ラーメンズの新日本語学校」として新たに発売された。

### できるかな
「できるかな」はNHK教育のできるかなをパロディにしたコントで、本来は喋らないノッポさんが過激な発言をするという内容になっている。ラーメンズのコントスタイルを決定づけた作品であり、初の単独ライブの開催へ踏み切るきっかけになった一本である。小林は、業界独特の価値観を外側から観察して面白いと感じた部分をコントにしただけであり、業界を皮肉っているつもりはなかった。
2020年東京オリンピック開催直前に、コント中の「ユダヤ人大量虐殺ごっこ」というホロコーストをネタにしたセリフが問題視され、小林が五輪開閉会式ディレクターを解任された原因となった。小林は謝罪コメントの中で、浅はかな方法だったと非を認めており、片桐も意識が低かったと謝罪コメントを出している。
歴史学者の濱田浩一郎、東国原英夫、カズレーザーらは、ホロコーストをネタにすることは不適切で許されるものではないと非難している。一方、茂木健一郎はコントの文脈から問題部分を切り離して取り上げることに反対しており、太田光は解任は止む無しとしながらも、善と真逆の言葉を用いて「できるかな」という番組の偽善性を茶化すためのセリフだったと解説を付け加えている。

## 評価・影響
ラーメンズがシティボーイズやイッセー尾形への尊敬を公言していることから、デザイナーの伊藤弘や高橋幸宏はその影響について論評している。伊藤は、スタイリッシュでお笑いと演劇の間で分類が難しいスタイルは、シティボーイズやラジカル・ガジベリビンバ・システムの影響を感じながらも、ラーメンズにはテーマ性を強く感じていない。むしろ、ラーメンズの作品はディテールの断片を組み上げているのが特徴で、初期は粗削りな部分が残されていたが、作品を重ねるごとに完成形がきれいな形になっていったと変遷を述べている。「news」公演を観劇していた高橋も同様にシティボーイズやラジカル・ガジベリビンバ・システムの影響を感じており、関西芸人のようなスピード感やボケと突っ込みの定型も感じないが、関西のお笑いに対するアンチではなく本質は「意味のないバカバカしさ」としている。
DJの田中知之は、見る者に知的さを要求するシティボーイズやイッセー尾形との類似性を語りながら、分からない人を突き放す排他性が無く噛み砕いている姿勢を評価している。一方、アドリブの天才として松本人志の名前を挙げて論評しており、計算されたスタイルのラーメンズを対極に置いている。
ラーメンズのキャラクターの薄さも指摘されることが多く、伊藤は「現代片桐概論」で片桐が背負われているシーンを例に挙げ、まるで人形のようだと表現している。高橋はスネークマンショーと比較し、小林克也や伊武雅刀のキャラが立っているのに対し、濃い風貌の片桐でさえ薄く感じるほどラーメンズは顔が見えないと評した。田中は、シティボーイズとの違いに匿名性を挙げ、コントの中でラッパーや落語家に扮してもどういう人かはっきりせず、それゆえ知らない人が見ても面白いところが魅力だとしている。
宮藤官九郎はシンプルで完成された台本なのにどこか不完全な部分があり、翌日の公演では変化があると思わせてくれるところが好きだと小林との対談で答えている。菊地成孔はラーメンズの堅実な音楽の使い方を評価し、文学や演劇の観点からみてもファインアートとして成立していると言及している。
自身の短編映像である百式眼鏡で小林と共演した椎名林檎や、小林賢太郎テレビに出演した壇蜜、大泉洋はラーメンズのファンを公言している。ラッパーのKREVAはラーメンズを高く評価し、コントのセリフをサンプリングし楽曲のCMに二人を起用している。ラーメンズの作品を「計算していないように見せかけて、計算している部分」と「計算していなかったけど、計算したかのように振る舞っているところ」で構成されていると表現し、コント中で披露したラップの韻の踏み方に同じ言葉を使うアーティストとして刺激を受けている。
ますだおかだの増田英彦は、普通のお笑いコンビだったら15秒に1度は笑いのポイントを作るがラーメンズは1分に1回の少なさでも成立しており、それを受け入れている観客を育てていることも合わせて評価している。桧山珠美は観客がラーメンズの一挙手一投足に集中し客席の笑いの引きが早い様を見て、サッカーのサポーターが12人目の選手と言われるように観客は3人目のラーメンズなのではないかと表現した。
ロングコートダディの堂前透やダウ90000の蓮見翔は、学生時代に見たラーメンズの映像に影響を受けたと語っている。男性ブランコは浦井、平井共にラーメンズファンであることを公言しており、大学生の頃に「TOWER」を観劇している。生で目にした舞台構成に注目し、自分たちの単独ライブで再現しようとしていた。
落語界では元々お笑い芸人を志していた落語家の立川吉笑は椿・鯨・雀をDVDで見て衝撃を受けており、後に15回公演「ALICE」を劇場で観劇している。2000年3月の第2回オンエアバトルチャンピオン大会で特別賞を授与した立川談志は、イリュージョンを扱う芸人にラーメンズの名を挙げ「芸術に一番近い」と表した。
コントのネタ台本そのままが戯曲として成立することから、「小林賢太郎戯曲集」として出版されている。戯曲集の出版はお笑い芸人で初めてであり、複数の出版社の競争もあった。小林賢太郎戯曲集を読んだ劇作家の飯島早苗は、演劇的とはいえコント台本であり、ラーメンズの作品となれば勝手に期待値が上がると身構えながらも、歴史上の有名人物を外国人風に連呼するネタの「日本語学校アメリカン」を例に挙げ、文章を読んでいるだけで面白いと感じ理屈では説明できない本能的な笑いと評した。
矢作兼は「ラーメンズのファンは何でも笑う『信者』と化していた」と否定的に見ている。

## ユニット公演

### チョコレイトハンター
1999年2月に小林、豊本明長、オークラの3名で行ったコントユニット「チョコレイトハンター」が思うように上手くいかず、それぞれの相方を加えリベンジとして再結成された新制チョコレイトハンターにラーメンズとして参加している。ネタ作りを担当する小林、オークラが忙しくなってきた時期ということもあり、小林は「今世紀最後にして最低のアイドル芸人」というキャッチコピーで、遊びの要素があるユニットコントだということを演出した。コンセプト通りに2000年12月をもって解散した。

### setagaya genico
1998年頃からバナナマンとラーメンズの交流が始まり、設楽の提案により「genico」というコントユニットが結成された。公演が行われた2000年10月当時のバナナマン、ラーメンズは東京のライブシーンで際立つ2組であり、芸人仲間やお笑いファンから注目が集まっていた。ネタ担当の設楽、小林、作家として参加していたオークラの3名の話し合いによりネタ作りが進められたが、お互い譲れない部分もあり結果として先輩である設楽が主導権を握ることになり、オークラは出来上がったコントについて「ラーメンズがバナナマンの世界観に参加したようだった」と振り返っている。
小林はバナナマンのライブを見て「自分達にはできない」と称賛しており、楽屋で積極的に話しかけにいっていたこともあって、合同ライブができて光栄と語っている。

### 君の席
君の席は、2000年に放送を開始したコント番組・ウラ日テレにおいて共演していたバナナマン、おぎやはぎ、ラーメンズの3組により結成されたコントユニットである。番組制作を担当していた日テレの安島隆、オークラも演出に携わり、泉谷しげるの楽曲からユニットに「君の席」という名前が付けられた。ライブは2002年3月2日、3日に行われたが、ラーメンズは1カ月前の1月27日に第10回単独公演の「雀」が終わったばかりで、更に3月12日から特別公演、3月29日から第11回単独公演の「CHERRY BLOSSOM FRONT345」が控えており、ラーメンズが非常に忙しかったこともあり小林はネタ作りに参加せず設楽とオークラが担当した。

### KKP
演劇的な作品を作りたいという小林の意思により、2000年8月から立ち上げられた小林賢太郎プロデュース公演に片桐が参加している。片桐は1作目のgood day house、2作目のSweet7、3作目のPaper Runnerの3作品に看板役者として出演した。

### GOLDEN BALLS LIVE
KKPはラーメンズが演劇寄りと評されることから、「コント寄りの演劇」を作ってみようというアイディアにより立ち上げられた。一方、コント寄りの演劇と、演劇よりのコントの間を考えた際に生まれたのが、2005年に上演されたRahmens Presents GOLDEN BALLS LIVEである。主催のラーメンズに加え、久ヶ沢徹、西田征史、野間口徹らが参加し大人数のコントが披露された。セット美術は片桐が担当している。

## 美術・音楽

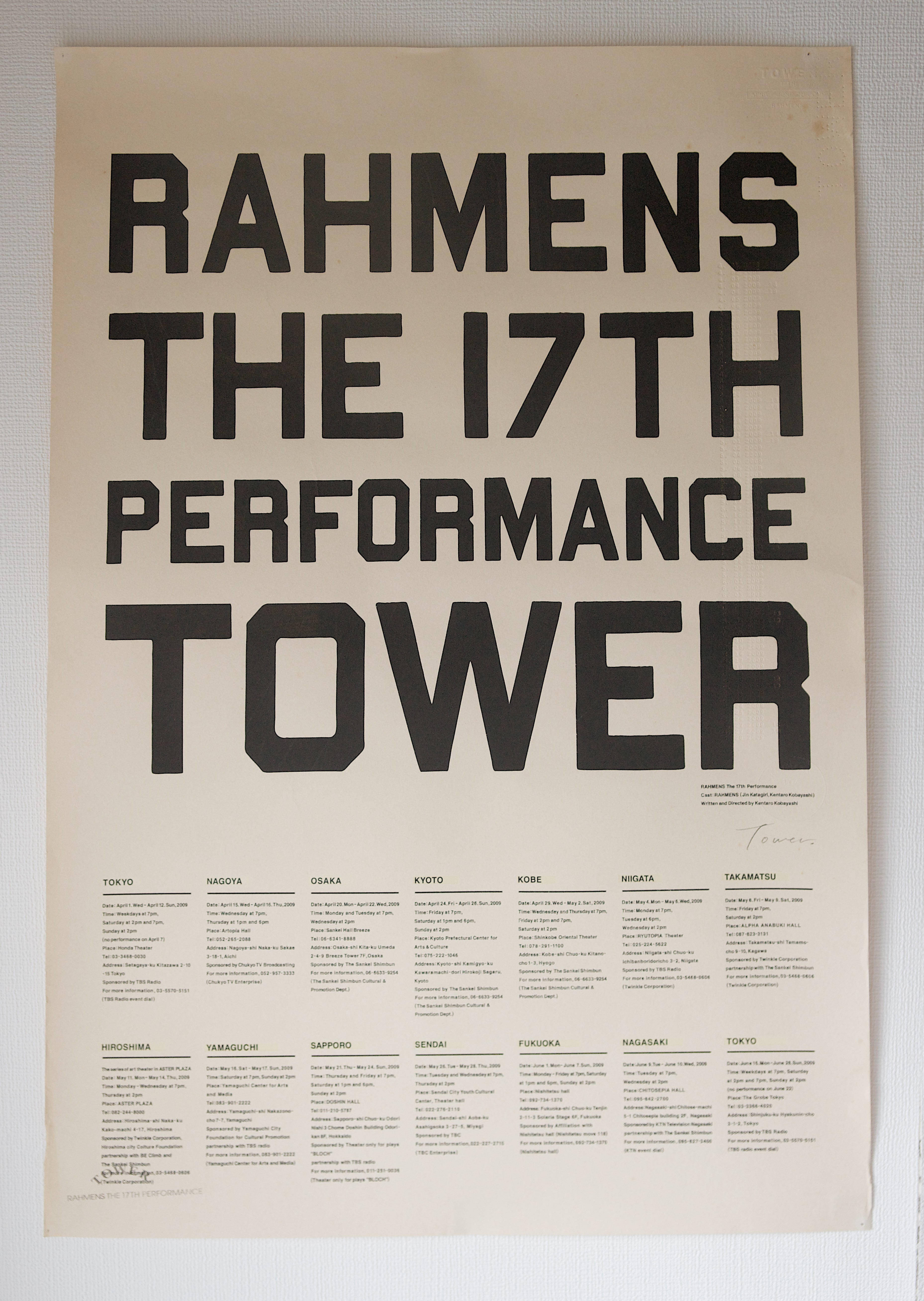
第17回公演「TOWER」のポスター

活動初期のポスターやチラシは小林がデザインをしていたが、第5回公演の「home」からクリエイティブディレクターである水野学のgood design companyが制作に参加している。水野とラーメンズの二人は多摩美の同期であり、在学中は会えば話すぐらいの関係であった。水野が社会人3年目に第1回公演「箱式」を観劇する機会があり、終演後のアンケートのDM希望欄に「作る」と書いたことがきっかけで仕事を通してラーメンズと関わることになった。
水野はデザイン会社ドラフトに勤めていた時に、「ブランドの10年後、20年後を考えなければダメだ」と教えられており、その方針に沿ってラーメンズをブランディングした。劇場を中心に活動し露出が少ないラーメンズということもあり、ポスターには極力二人の顔を使っていない。ファンからはチラシに顔が欲しいという要望もあったが、まだ露出には早いということで椿、鯨、雀の3公演のポスターでは下部に二人の顔が見切れる形で配置した。
「ファンであることを自信に思える、ポスターを持っていたくなる」をコンセプトに、チラシも宣伝用ではなく公演に来た人に渡すものになっていった。初期から予算不足を補うために、期限切れの写真フィルムを使用するなど工夫がされている。「STUDY」での鉛筆柄に角がカットされている加工や、鏡の国のアリスの連想から鏡文字を使用した「ALICE」のポスターは広告としては意味を成さないが、ラーメンズの作品の一部として成立している。
小林のほとんどの公演で関わる舞台監督の野口毅は「NEWS」から、徳澤青弦は2001年の「鯨」から音楽を担当している。鯨では、チェロを使いたいという小林の要望に答えて全編チェロで作曲したが、徳澤の「チェロだけではないですよ」というアピールから、ラーメンズのその後の公演でも製作に携わっている。伊賀大介は椎名林檎の映像作品・百色眼鏡で小林と一緒に仕事をした縁から、「アリス」のスタイリストを担当した。大学時代の同級生であるニイルセンは、1999年から舞台美術でラーメンズの公演に関わっている。

## テレビについて
ラーメンズはメディアでの露出を避けており、小林はテレビが苦手な理由に、一方向的なメディアということを挙げている。片桐から見ても、「なんでも自分でやりたくなってしまう」小林の意図と製作側の演出がぶつかりイライラしてしまい、方向性とのズレや浮いている感覚を抱え、地に足をつけてやれる場所にいたいという思いからテレビでの仕事を断っていった。ライブであればスタッフを最小人数に抑えることができ、反応がダイレクトなところも良し悪し含めて好きなところとして、舞台ならお金を払ってでも見たい観客と、生にこだわるラーメンズとの相互関係が成り立つと小林は自己分析している。またメディアでの露出があると舞台上で役が見えにくくなることから、自分を前面に出すことを避ける意図もあった。片桐からすると小林は演技もできる器用な人間なのでもっとテレビに出てもいいと感じていたが、小林は「台本があるものじゃないと勝負できない」、「ラーメンズの脚本が面白いだけで自分単体は面白くない」とインタビューでは答えている。

### オンエアバトル
NHK新人演芸大賞の決勝に残ったことでディレクターの目に止まり、新しく始まる爆笑オンエアバトルのネタ見せに誘われたことから番組初回から出演している。その初回放送で、後に高得点の基準となる500kbを達成したのがラーメンズだった。ネタの面白さが評価される番組において、特に注目が集まっていたのがラーメンズであり、暗転のタイミングを細かくリハーサルしていたことが製作陣の印象に残っている。
第1回チャンピオン大会では順位にこだわることなく、片桐が動かない「教材用片桐」のネタを披露し、予選で4位になり決勝の3枠に残ることができなかった。第2回チャンピオン大会では決勝に進出するも9位に終わったが、立川談志により審査員特別賞が与えられた。
オンエアバトルで代表作である「日本語学校」を披露したところ、視聴者からの苦情が相次いだことがあった。外国人を演じる二人が日本語の教科書を読んでいる様が、麻薬密売を題材にしていると勘違いされてしまったことが原因である。番組は差別的な発言もしていないし放送コードにも引っ掛からないと苦情を突っぱねたことがネットで話題になった。

### 笑いの巣
たりないふたりの仕掛け人である安島隆との出会いにより、1999年に日本テレビのネット番組である「笑いの巣」に参加している。タッグを組めるような面白い若手芸人を探していた安島は、ラーメンズが出演していたシアターDのライブを偶然訪れた。独特の存在感と劇場の空気を一瞬で変える力に虜になった安島は、ライブ終了後すぐに楽屋を訪ね挨拶を交わしている。
出演決定後の初打ち合わせの席で、小林は当時のネット回線の弱さを考慮した静止画に癖のある歌を付けた歌ネタを提案している。策略が上手くハマったことにより、ラーメンズの歌ネタ作品は番組終了まで視聴者投票で1位を獲得し続けた。その後、装いを新たにした地上波のコント番組であるウラ日テレにも引き続き出演した。

## 単独公演
- 第1回公演「箱式」（1998年6月27日 - 28日、シアターD）
- 第2回公演「箱式第二集」（1998年11月28日 - 29日、シアターD）
- 第3回公演「箱よさらば。」 (1999年5月28日 - 30日、シアターD）
- 第4回公演「完全立方体〜Perfect Cube〜」 (1999年9月3日 - 5日、シアターD）

- 超特別公演「RMS1」（2002年3月12日 - 3月14日、本多劇場）

情報はによる。

## 出演
情報はによる。

### テレビ
- ブレイクもの!（フジテレビ）
- お笑い向上委員会 笑わせろ!（テレビ朝日）
- 新橋ミュージックホール（読売テレビ）
- バクマリヤ（フジテレビ）
- 爆笑オンエアバトル (NHK総合)
- 笑点（日本テレビ）
- 真夜中の王国（NHK-BS）
- 笑いがいちばん (NHK総合)
- ウラ日テレ（日本テレビ）レギュラー出演
- 完売劇場（テレビ朝日）レギュラー出演
- たけしの誰でもピカソ（テレビ東京）
- トップランナー (NHK総合)
- デジタル・スタジアム (NHK総合)
- 小林賢太郎テレビ8（NHK BSプレミアム）

### ネット番組
- 笑いの巣（日本テレビ）

### 映像作品
小島淳二率いるteevee graphicsの映像作品である「VIDEO VICTIM」にラーメンズで参加している。映像内のコントであればラーメンズの良さが活きると小林はアピールしたことによりコラボが実現し、小林の字コンテや脚本を小島が絵コンテに起こして日本人の独特な文化をフォーマットにしていった。
2004年公開のショートフィルム集「Jam Films2」の一編である「机上の空論」では、男女の恋愛のハウツー講座だけでなく実践編のドラマパートにも出演し、市川実日子、斉木しげるらと共演した。
- 「VIDEO VICTIM」
- 「VIDEO VICTIM2」
- 「THE JAPANESE TRADITION 〜日本の形〜」
- 「机上の空論」

### CM
- アップルジャパン  - 2006年から展開されたAppleによる世界的な広告であるGet a Macにラーメンズが参加し、小林がMac、片桐が一般的なパソコン役を演じた[167]。
- スタジオジブリ  - もののけ姫のDVDのCMに出演し、映画館の係員に扮した[16]。
- 東芝 企業CM
- KICK THE CAN CREW 「magic number」

### ラジオ
- 赤坂お笑いD・O・J・O（TBSラジオ）- 七段を所得

### 客演
- 鈴木の大地（劇団カムカムミニキーナ）
- ニッキーズ・パビリオン（故林広志 作・演出）

## 出版
情報はによる。
- 『かるた?』（日本テレビ出版、2001年9月）
- 『ラーメンズ つくるひとデコ（凸）』（太田出版、2002年8月）
- 『微妙ハンター』（ぴあ、2003年3月）

### 雑誌連載
- 「ラーメンズのテアトルグラフィカ 平面画劇場」（角川書店）
- 「LIVING DESIGN」（リビングデザインセンター）
- 「ラーメンズの微妙ハンター」（ぴあ関西版）
- 「Quick Japan」